# Pyramimonas

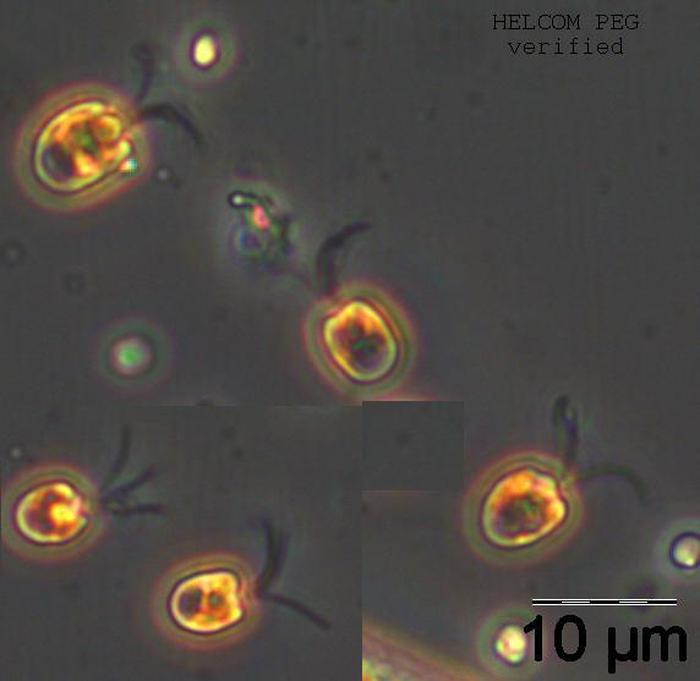
Pyramimonas sp. im Lichtmikroskop.
Susanne Busch, via SMHI

Pyramimonas ist eine Gattung einzelliger begeißelter Grünalgen in der Ordnung Pyramimonadales,
ihre Erstbeschreibung stammt von Ludwig Karl Schmarda, Wien (1850).
Der Thallus der Organismen hat eine Abmessung von 6,5–9,0 × 4–5 µm und ist daher mit bloßem Auge nicht zu erkennen; für die morphologische Bestimmung ist daher mindestens ein Lichtmikroskop erforderlich.

## Beschreibung

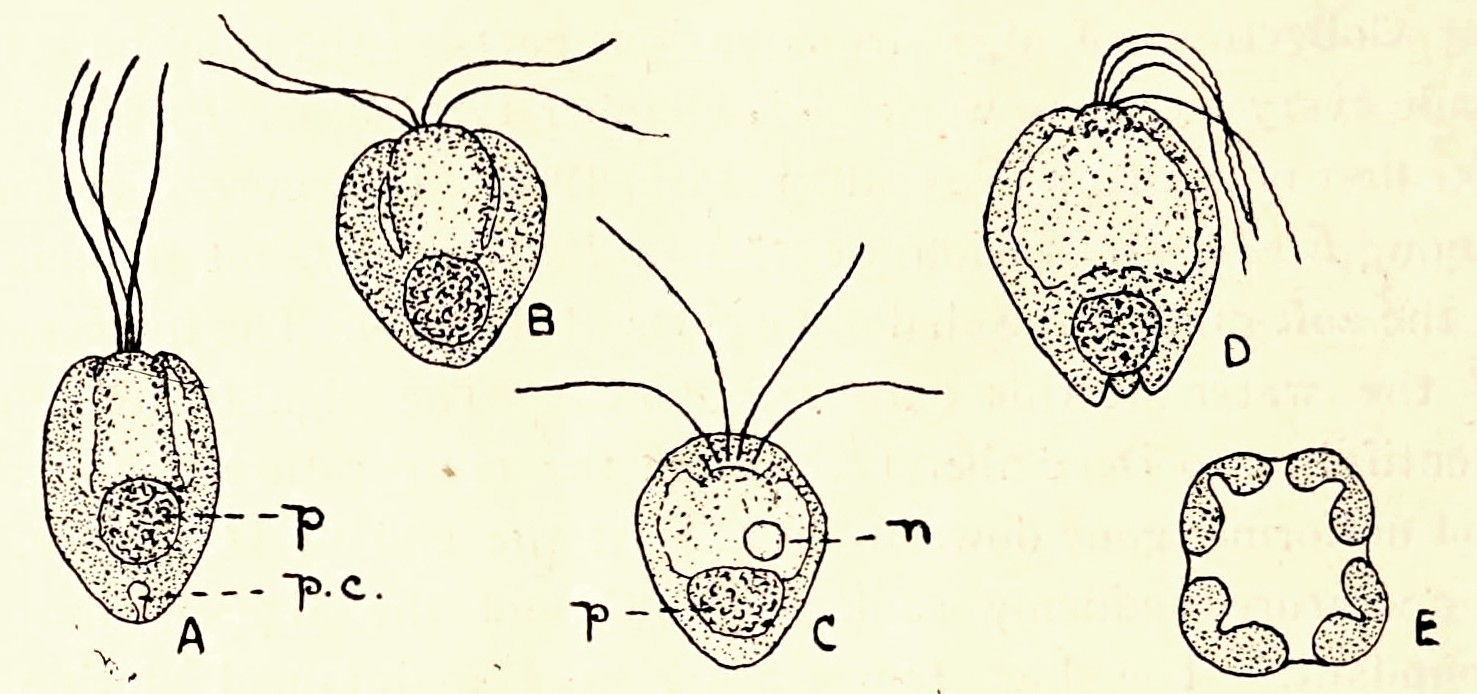
P. delicatula
A: Begeißelte Form
B: Etwas größere Form mit Lappung der Zelle
C: Form mit Grube vorn, aus der die Geißeln entspringen
D: Form mit gelapptem Ende des Chloroplasten
E: Axialansicht von vorn, mit Ausläufer der Chloroplasten-Lappen und Einschnitten (Geißeln nicht gezeigt)

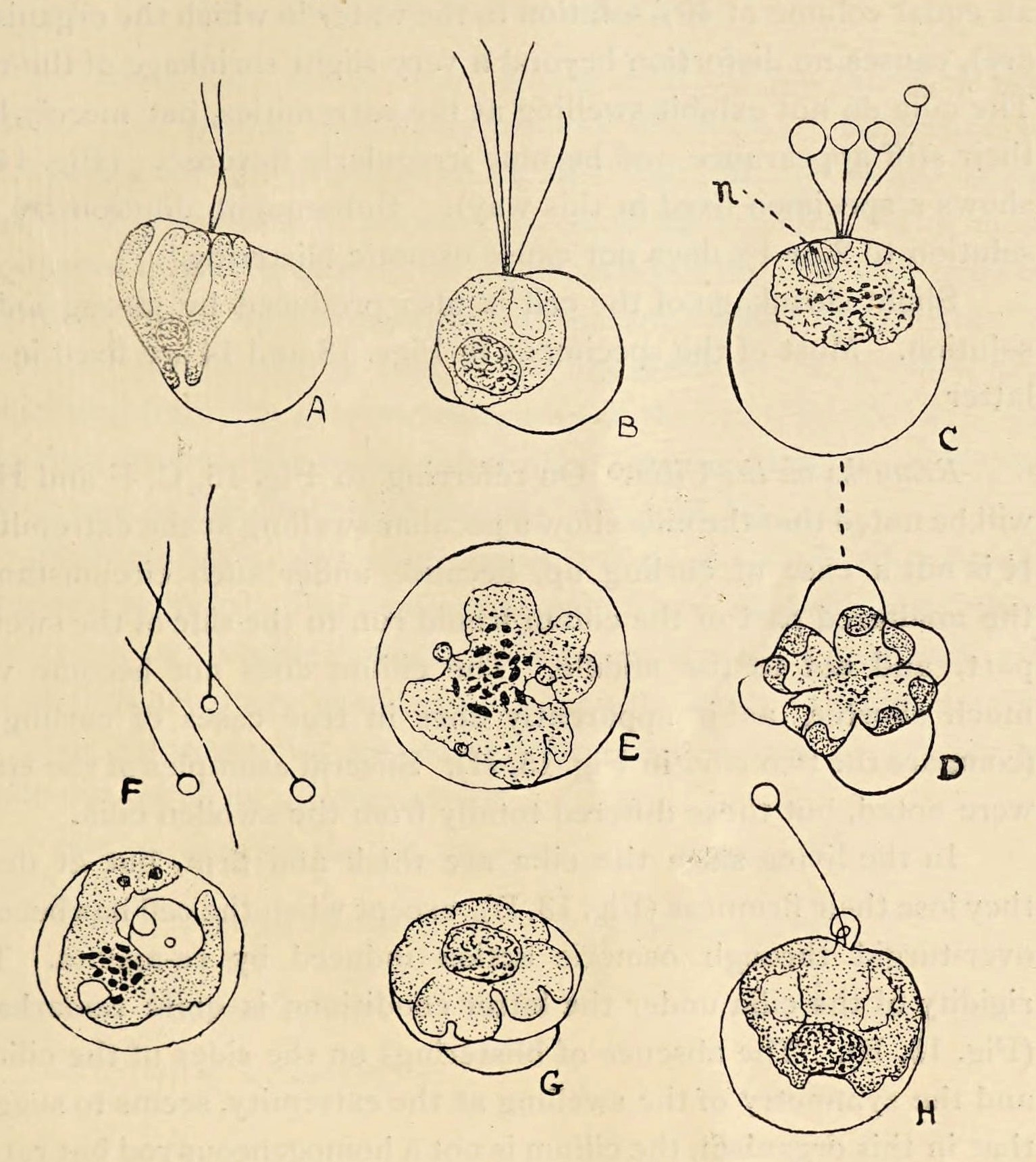
P. delicatula: Auswirkungen einer schwachen Formalinlösung:
A, B: Zellen beginnen sich zu blähen
C: Vollständig kugelförmige Zelle, Chloroplast zerfällt, Geißeln an den Enden geschwollen
E: Axialansicht (von hinten), mit verstreuten Stärkekörnern der Pyrenoidhülle
F: kugelförmige Zelle, geschwollene Geißeln abgeworfen
G: Axialansicht (von schräg hinten), mit Loben des Chloroplasten
H: Kugelige Zelle; eine Geißel geschwollen, eine andere aufgerollt

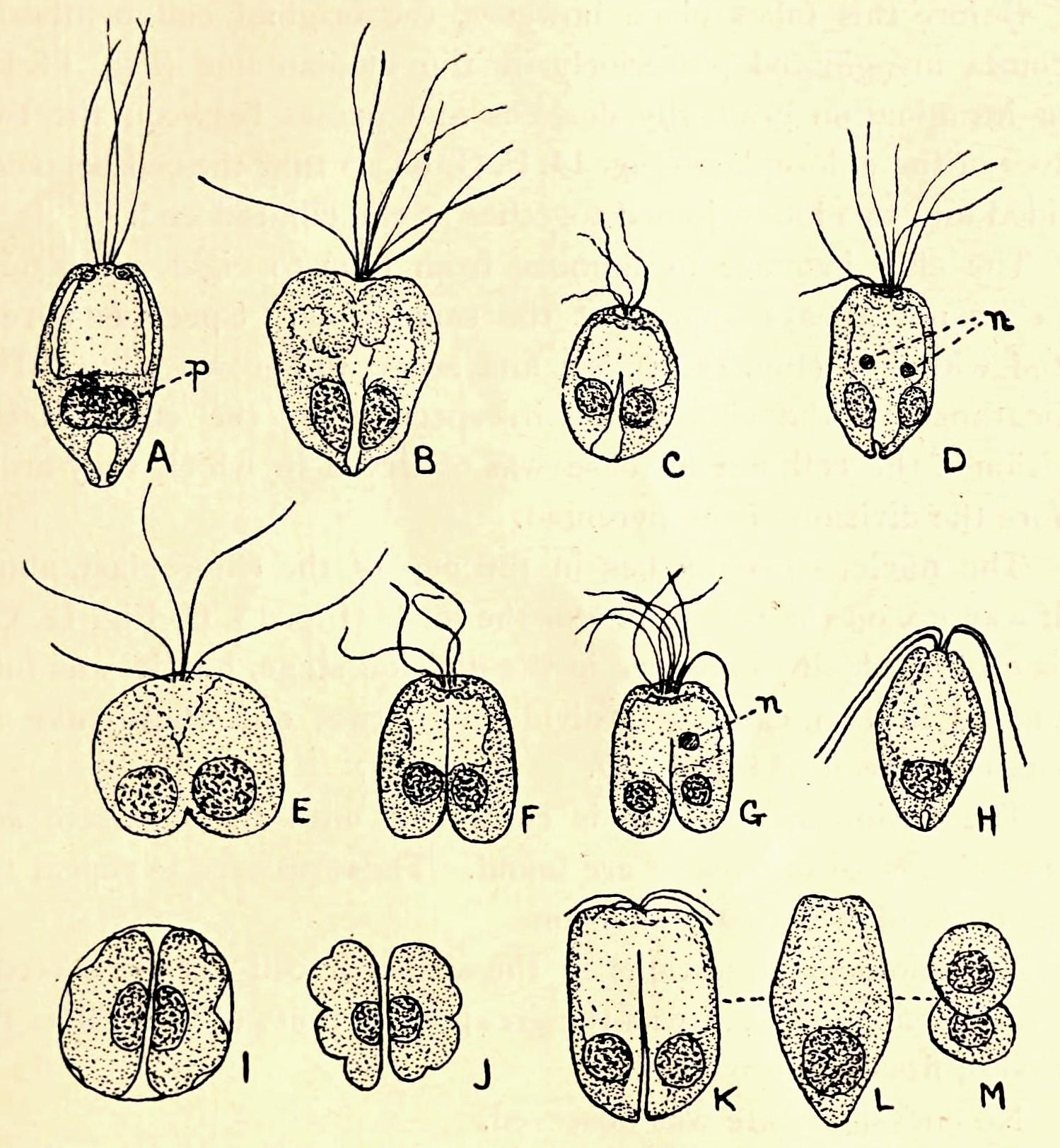
P. delicatula: Zellteilung
A: Pyrenoid verlängert sich
B: Pyrenoid geteilt
C: Chloroplast teilt sich
D: Zellkern (Nukleus) geteilt
E: Form mit fünf Cilien
F: Zellmembran wird eingeschnürt
G: Form mit 8 Geißeln
H: Eine der beiden Tochterzellen nach der Spaltung
I, J: Axiale Ansicht von hinten
K-M: versch. Ansichten eines sich teilenden Individuums

Seit der ersten Arbeit von Irene Manton et al. (1963) wurde eine große Anzahl von Arbeiten über die Ultrastruktur von Pyramimonas veröffentlicht.
Die Zellen der Gattung Pyramimonas sind meist mehr oder weniger pyramiden- bis kegelförmig (d. h. auf der einen Seite verjüngt), der Querschnitt ist abgerundet bis quadratisch-vierkantig (besonders auf der nicht-verjüngten Seite).
Aus einer anterioren (vorderen) Vertiefung (Geißelgrube, englisch flagellar pit) entspringen meist 4 dicke Geißeln (Undulipodien); einige wenige Arten besitzen 8 Geißeln, eine neu gefundene Art hat gar 16 Geißeln.
Geißeln und Zellkörper sind mit unmineralisierten Schuppen in mehreren Lagen bedeckt.
Die Zelle enthält einen einzelnen becherförmigen Chloroplasten, der anterior (vorn) in 4 oder 8 Loben (Lappen) unterteilt ist.
Im hinteren Bereich (posterior) befindet sich ein einzelnes Pyrenoid.
Je nach Art sind ein oder zwei Augenflecken anterior, in der Zellmitte oder posterior vorhanden.
Die 16-fach begeißelten Vertreter haben als Besonderheit zwei Chloroplasten, zwei Pyrenoide und vier Augenpunkte (alles doppelt). Süßwasserarten enthalten kontraktile Vakuolen in der Nähe der Geißelgrube.
Der einzelne Kern befindet sich in einer seitlichen Position nahe dem vorderen Ende.
Einige wenige marine Arten bilden Trichozysten.
Die Geißeln sind vergleichsweise dick und nach vorne gerichtet, der distale Teil ist manchmal entlang der Zelle nach hinten gebogen. Gegenüberliegende Geißeln bilden Paare, die synchron in entgegengesetzter Richtung schlagen.
Die Geißeln sind alle gleich lang, von den gegenüberliegenden Seiten jeder Geißel gehen zwei Reihen von haarähnlichen Schuppen aus.
Es gibt eine Unterschicht aus quadratischen Schuppen, bei einigen Arten ist diese Schicht auf die Geißelgrube beschränkt.
Darüber gibt es einer oder zwei Schichten größerer Schuppen bedeckt. Bei einigen Arten ist zwischen den größeren Körperschuppen ein spezieller Typ von sehr kleinen Schuppen vorhanden.
Alle Schuppen werden in den Zisternen des Golgi-Apparates (Dictyosomen) gebildet, von dort üblicherweise in einen speziellen Behälter, das „Schuppenreservoir“ (en. scale reservoir), transportiert und durch einen Kanal von dort in die Geißelgrube abgegeben.
Es sind auch „palmelloide“ (unbegeißelte oder capsale) Stadien bekannt.
Eine sexuelle Fortpflanzung ist nicht sicher nachgewiesen, aber es sind Zysten (Ruhestadien) bekannt,
mit je nach Art glatter, warziger, stacheliger oder skrobikulärer (mit kleinen Grübchen übersäter) Oberfläche.
Wichtige Artmerkmale sind die Zellgröße, die äußere Gestalt, die Lage von Augenfleck und Pyrenoid sowie die genaue Struktur der Schuppen am Zellkörper.

## Vorkommen
Pyramimonas-Spezies kommen vor in Süß-, Brack- und Salzwasser (marine Umgebungen)

### Süßwasser-Arten
Zwar sind – neben der Typusart P. tetrarhynchus – etliche Süßwasser-Arten beschrieben worden, wirklich gut bekannt davon ist aber nur diese. Es handelt sich um eine benthische, epiphytische Art, die sich mit dem Vorderende an fadenförmige (trichale) Algen oder andere Objekte anheften kann.
Vielen ursprünglich als zu Pyramimonas gehörend beschriebene Süßwasser-Arten fehlen die Schuppen und wurden daher inzwischen in die neue Gattung Hafniomonas (Volvocales) überführt.
Die Taxonomie der verbliebenen anderen Süßwasser-Arten bleibt unsicher.

### Marine Arten
Die marinen Arten als Salzwasser-Arten sind hauptsächlich planktonisch, einige wenige benthisch sind.
Die meisten sind weit verbreitet (kosmopolitisch), nur wenige Arten sind derzeit entweder aus der Antarktis oder aus der Arktis bekannt.
Zysten der antarktischen Art P. gelidicola wurden etwa in Wasserproben aus einem Fjord und einem Salzwassersee (dem Ace Lake) in den Vestfoldbergen (en. Vestfold Hills), Antarktis, gefunden.

### Algenblüten
Die große Menge dieser Mikroorganismen färbt den küstennahen Meeresboden in ein leuchtendes Smaragdgrün.
Dies geschah beispielsweise im Hafen von Le Havre, Frankreich, Haute-Normandie, erstmals dokumentiert im Sommer 1978.
Als Ursache des vom 24.–26. September beobachteten Phänomens wurden neben Pyramimonas disomata auch Pseudopedinella pyriformis (Dictyochophyceae) und Gonyaulax spinifera (Dinophyceae, vgl. Yessotoxine) diagnostiziert.
In Italien wurde das Vorhandensein von Pyramimonas spp. (wie P. parkeae ) durch mikroskopische Analyse des ARPAT-Provinzlabors von Massa-Carrara seit 2003 an der Küste von Marina di Massa bestätigt.

## Toxizität
In einer Untersuchung wurde von Breton et al. 1979 bei Pyramimonas keine Toxizität festgestellt, weder für Meeresorganismen noch für den Menschen; anders als etwa bei Gonyaulax (s. o.).

## Systematik

### Arten

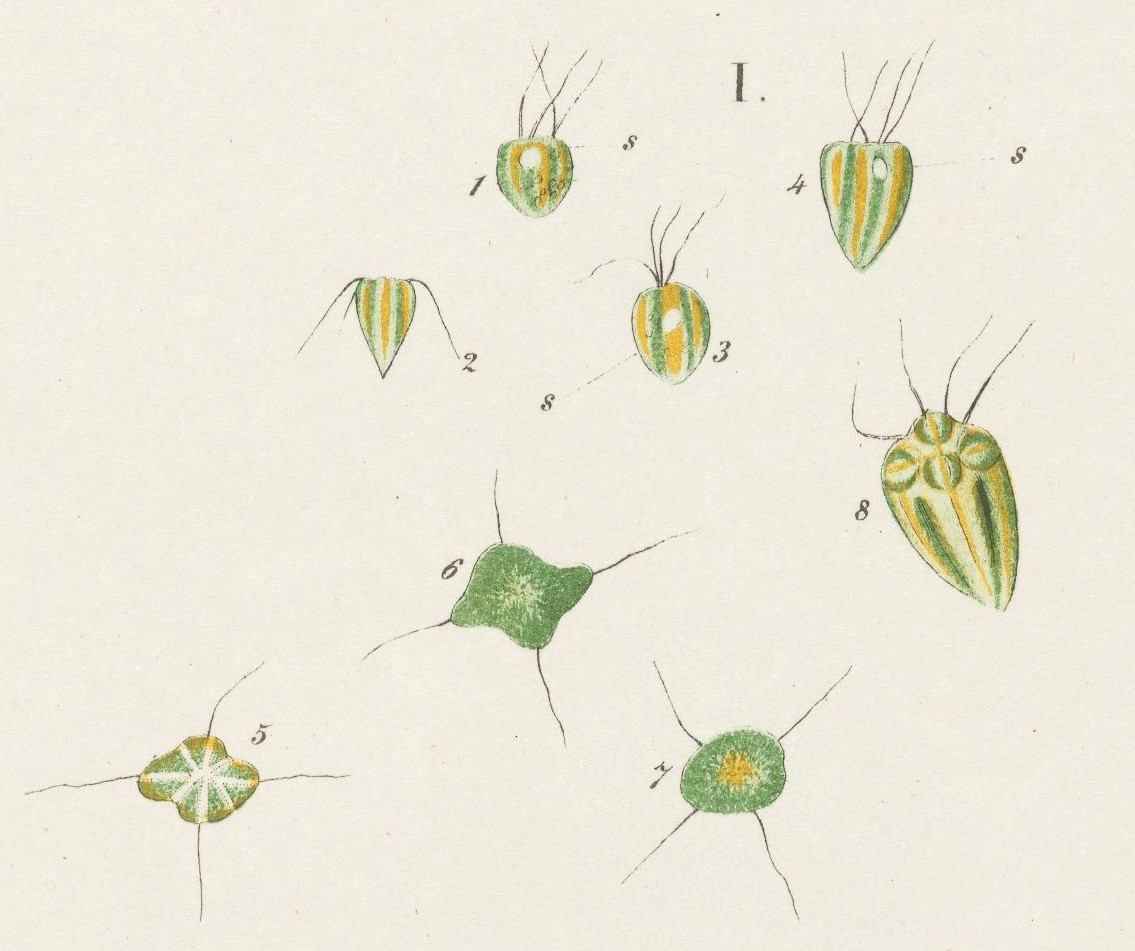
Die Typusspezies P. tetrarhynchus
Erstbeschreibung (Schmarda, 1850)

Die folgende innere Systematik ist ein Konsensus aus den Quellen AlgaeBase, SMHI, NCBI und WoRMS mit Stand Mitte Juli 2021:
Gattung Pyramimonas
- Untergattung Punctatae (Pyramimonas subgen. Punctatae G.I. McFadden)[3] bzw. Untergattung I (Pyramimonas subgen. I).[2] Arten:

- P. aurea S.Suda, 2004 (syn. P. aureus)
- P. formosa S.D.Sym & R.N.Pienaar, 1999 (nur WoRMS: in Untergattung Punctatae)
- P. mucifera Sym & Pienaar (nur NCBI: in Untergattung I)
- P. olivacea N.Carter, 1937

- Untergattung Pyramimonas (Pyramimonas subgen. Pyramimonas).[2][3] Arten:

- P. cyrtoptera Daugbjerg, 1992
- P. octopus Moestrup & Aa. Kristiansen
- P. propulsa O.Moestrup & D.R.A.Hill
- P. tetrarhynchus Schmarda, 1849/1850 – Typus
- P. vacuolata Suda, Horiguchi & Sym, 2015, mit Stämmen M4-1 und MIP-2
- „P. sp. Te2Py“

- Untergattung Trichocystis (Pyramimonas subgen. Trichocystis).[2][3] Arten:

- P. australis Andreoli & Moro
- P. cirolanae N. C. Pennick, 1982
- P. grossii Parke, 1949
- P. parkeae R. E. Norris & B. R. Pearson, 1975

- Untergattung Vestigifera (Pyramimonas subgen. Vestigifera, teilweise verschrieben als Vestigera[3]).[2][3] Arten:

- P. cordata G. I. McFadden
- P. cyclotreta Daugbjerg, 1992 (Untergattung teil. verschrieben als Vestigera)
- P. diskoicola Hardardottir, N. Lundholm, Moestrup & T. G. Nielsen, 2014
- P. mantoniae Moestrup & Hill
- P. mitra Ø. Moestrup & D. R. A. Hill, 1991
- P. moestrupii McFadden
- P. orientalis Butcher ex McFadden, Hill & Wetherbee, 1986 alias P. plurioculata Butcher, 1959 mit „Pyramimonas orientalis virus 01“ (PoV) aus OLPG
- P. tatianae Daugbjerg, Fassel & Moestrup, 2020
- P. tychotreta Daugbjerg
- „P. sp. Greenland“

- Pyramimonas-Arten ohne zugewiesene Untergattung (Auswahl):[2][3]

- P. adriaticus J.Schiller, 1913 alias P. lunata Inouye, Hori & Chihara, 1983
- P. delicatula B. M. Griffiths, 1909 alias P. delicatulus
- P. disomata Butcher ex McFadden, D. R. A. Hill & Wetherbee, 1986 (früher der Untergattung Vestigifera zugeordnet)
- P. gelidicola McFadden
- P. inconstans Hodgetts, 1920
- P. longicauda L. Van Meel, 1969
- P. obovata N. Carter, 1937
- P. oltmannsii J. Schiller, 1925
- P. plurioculata Butcher
- Zu Vorschlägen und Kandidaten siehe NCBI.

### Äußere Systematik
Die Gattungen in der Familie Pyramimonadaceae sind nach SMHI:
- Cymbomonas
- Halosphaera
- Pterosperma
- Pyramimonas
- Tasmanites

## Galerie

Pyramimonas ohne zugewiesene Untergattung
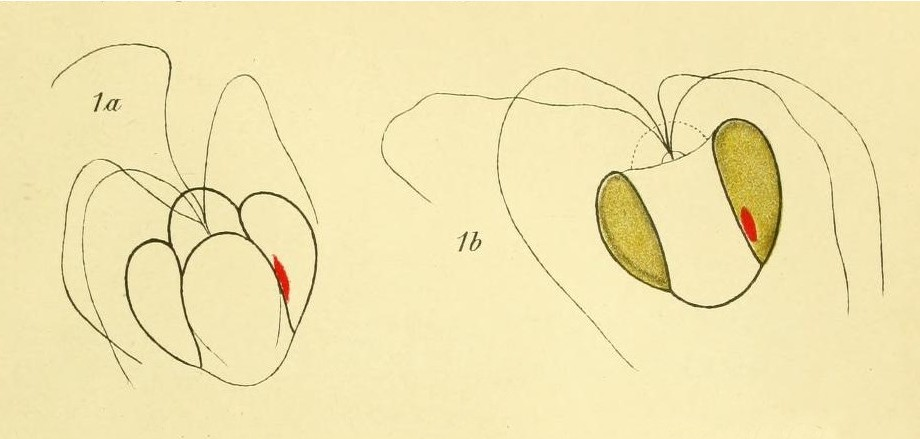
P. adriaticus Josef Schiller, 1913
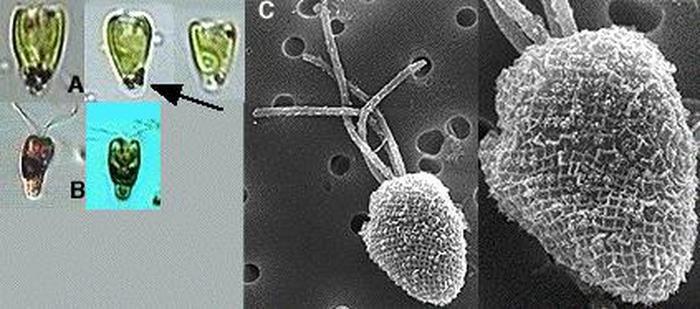
P. disomata, Skagerrak-Kattegat. A,B: Lebende Zellen, B: Zellen in Lugol. C: Zelle im REM mit Geißeln und Schuppen. Mats Kuylenstierna et al., via SMHI
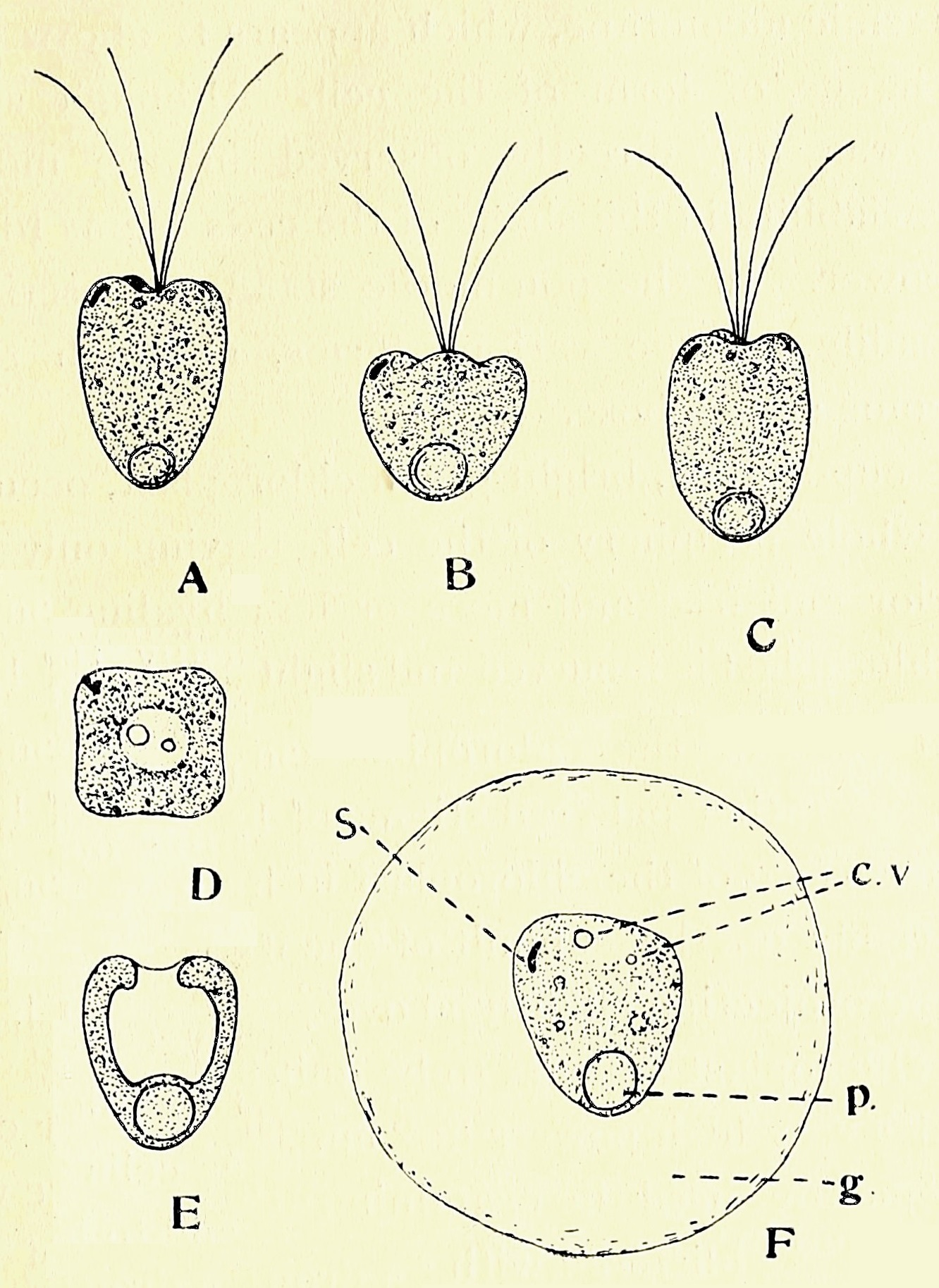
P. inconstans W. J. Hodgetts, 1920

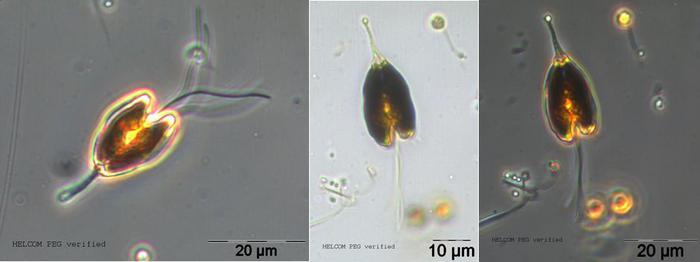
P. longicauda, Phasenkontrastmikroskopie (PCM). Susanne Busch, via SMHI
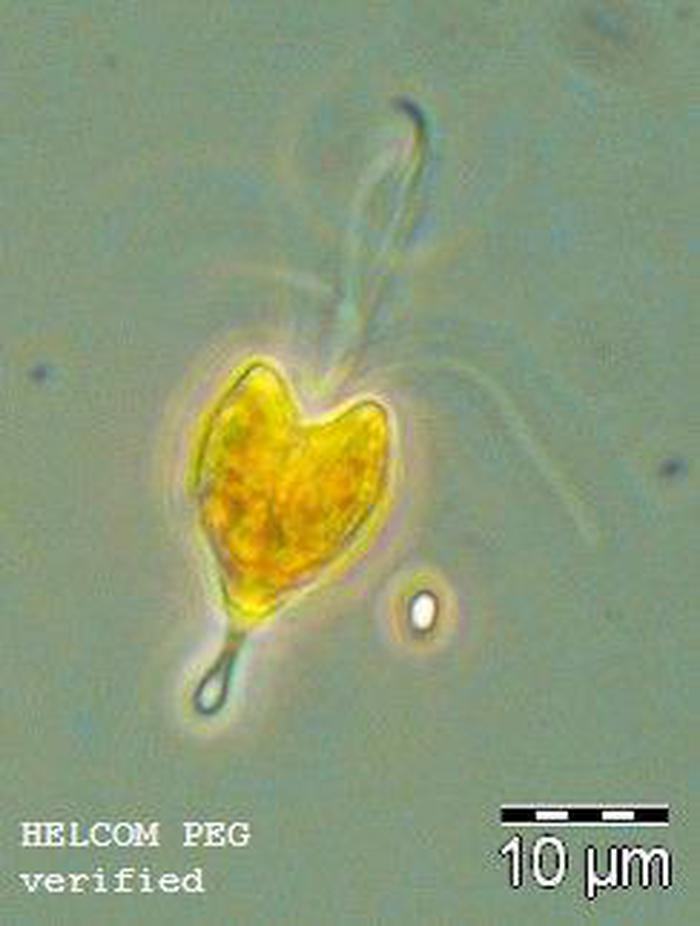
P. longicauda, Ostsee, PCM. Regina Hansen, via SMHI
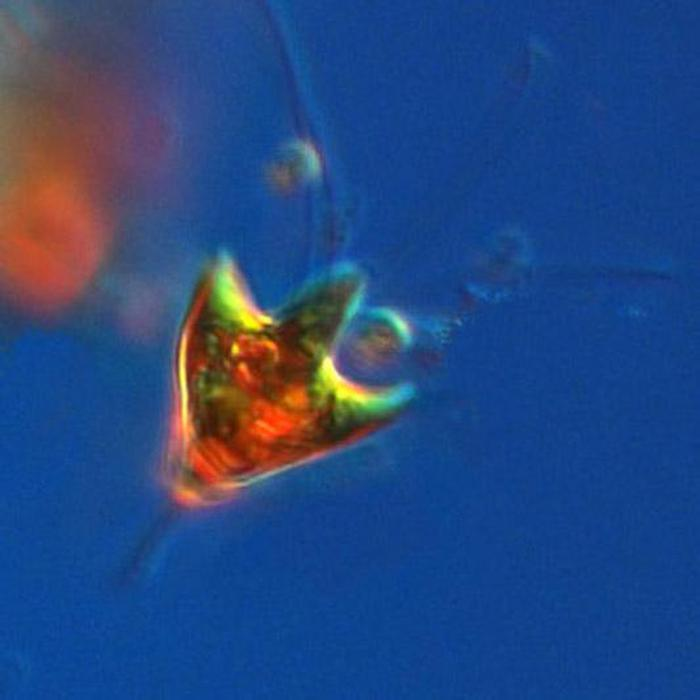
P. longicauda, Skagerrak-Kattegat, PCM. Ann-Turi Skjevik, SMHI

## Viren
„Pyramimonas orientalis virus 01“ (PoV bzw. PoV01) ist eine vorgeschlagene Spezies (Art) von Viren von P. orientalis. Nach Analysen ist sein nächster bekannter Verwandter die ebenfalls vorgeschlagene Spezies „Tetraselmis virus“ (TetV-1). Beide zusammen bilden eine Klade (Tetraselmisviren) in der Virengruppe der sog. „OLPG“ (en. Organic Lake Phycodna group), die man zunächst für Vertreter der Familie Phycodnaviridae hielt, die aber innerhalb der gemeinsamen Riesenviren-Klasse Megaviricetes der Familie Mimiviridae offenbar näher stehen (oder sogar zu ihr gehören).